# F1 2021 (ゲーム)
F1 2021は、コードマスターズが開発してEAスポーツが販売する、Microsoft Windows，PlayStation 4，PlayStation 5，Xbox One，Xbox Series X/S向けの2021年F1世界選手権及び2021年のFIA F2選手権の公式ゲームである。

## 概要
本作はコードマスターズによるF1公式ゲームシリーズの14番目のタイトルであり、2003年のF1キャリアチャレンジ以来、EAスポーツという企業の下でエレクトロニックアーツ名義で発売される最初のタイトルでもある。このゲームは、Microsoft Windows，PlayStation 4，PlayStation 5，Xbox One，Xbox Series X/S向けに2021年7月16日にリリースされた。
2021年4月15日、コードマスターズは2021年F1世界選手権及び2021年のFIA F2選手権の公式ゲームに関する情報を発表。内容は、ストーリーモード「ブレーキング・ポイント」、イモラ、アルガルヴェと公式戦のカレンダーに新規追加されたジェッダという、新しいサーキットの収録であった。その後、2021年5月に7人のF1世界チャンピオンとレジェンドがマイチームで選択可能なドライバーになることが発表された。
対応機種はMicrosoft Windows，PlayStation 4，PlayStation 5，Xbox One，Xbox Series X/Sと発表され、そのうち上位機種向けでは、ゲームでは最先端の表現手法となるレイトレーシングに対応する。
また、新モードとしてストーリーモードである「ブレーキング・ポイント」が導入された他、キャリアモードでは初めて、2人のプレイヤーが（チームメイトまたはライバルとして）一緒にキャリアモードをプレイできるようになった。マイチームモードも前作F1 2020より引き続き収録される。
2021年のF1シーズンに基づいているため、新人であるミック・シューマッハ、ニキータ・マゼピン、角田裕毅や2021年シーズンよりF1へ復帰するフェルナンド・アロンソも登場する。またF1 2020に登場したルノーとレーシング・ポイントは、今シーズンに合わせてそれぞれアルピーヌ、アストンマーティンに改名されたため、改名後の両チームが(ブレーキングポイントでは改名前も)ゲームに登場する。

## マイチーム
プレイヤー自身がチームオーナー兼ドライバーとなり、チーム経営をしながらレースを行っていくモードで、F1 2020から追加され、本作でも引き続き収録されている。
スポンサーの獲得やパワーユニット、ドライバーの決定、施設やマシンのアップグレードといったものから、不祥事への対応などシーズンにて起こる様々な出来事を体験できる。
ドライバーズマーケットでは、チームに所属しているF1ドライバーやフリーエージェントとしてF2ドライバー、クラシックドライバー(デラックスエディションのみ)を雇うことができ、ドライバーがチームに所属している場合は相手チームより高い契約金を勝ち取ればチームメイトとして雇える。
また、シーズンが進めばドライバーが引退してしまうこともあり、その場合はドライバーズマーケットからいなくなり雇うことができなくなる。
デラックスエディションでは、以下の7人のクラシックドライバーと契約可能。
- アイルトン・セナ
- アラン・プロスト
- ミハエル・シューマッハ
- ニコ・ロズベルグ
- ジェンソン・バトン
- デビッド・クルサード
- フェリペ・マッサ

## ブレーキングポイント
本作のストーリーモードで、今作にて初収録となった。
2019年のFIA F2選手権からスタートし、2020年、2021年の2シーズンを体験でき、プレイヤーは「エイデン・ジャクソン」という架空のドライバーとなり、アストンマーティン(2020年シーズンではレーシング・ポイント)、アルファロメオ、アルファタウリ、ウィリアムズ、ハースの5チームのいずれかを選択し、F1シーズンを戦っていくというものである。
コードマスターズによれば、「ブレーキング・ポイントはF1の魅力的な世界にプレイヤーを浸し、走行トラックの内外で、最高レベルで競争するために必要なライバル達や感情や献身を含むライフスタイルを体験させる」としており、プレイ時間は5~6時間を推定しているとのこと。

### あらすじ
2019年のF2にて、カーリンからデビューしたエイデン・ジャクソンはアブダビでの最終戦にて優勝を飾る。2020年にて上記5チームのいずれかと契約しF1デビューを飾ったエイデンは記者会見にて好感を得るものの、初戦オーストラリアグランプリにおいて、11コーナーでオーバーテイクを仕掛けるもののデボン・バトラーの割り込みによってチームメイトであるベテランのキャスパー・アッカーマンと接触してしまう。レース後、エイデンはキャスパーへ理由を説明しようとしたが批難されてしまい、デボンからも咎められてしまった上に記者に対しエイデンのミスであると言われてしまったため、苦いデビューとなってしまった。
続く中国グランプリでは6コーナーにてオーバーテイクを仕掛けたキャスパーに接触されてしまった。辛くも入賞するものの怒りの収まらないエイデンはキャスパーを問い詰めるが取り合ってもらえない。その際出くわしたデボンからキャスパーがエイデンに対し不満を持っていることを伝えられ、見返してやれとアドバイスを貰った。
シーズンは進み、イタリアグランプリではストレートで加速が伸びないと悩んでいたエイデンにブライアン・ドイルが声をかける。そこで伝えられたのは「上位チームの代表から連絡があり、来シーズンに向けて動いている」ということであった。ストレートスピードの問題に対処するためエイデンのマシンにスペック2の投入した際に発したブライアンの発言が、二人の間に確執を生む原因となる。
かくして関係に溝が出来た中で挑んだメキシコグランプリにて、ポジションキープの指示を無視したエイデンが追い抜きをしようとし、ストレートで無理にブロックしたキャスパーと接触しストレートで同士討ちを喫してしまう。ブライアンは同士討ちを喫した二人を激しく責め立て、今度同士討ちをすれば解雇すると宣言する。キャスパーは妻のゾーイに声をかけられ、クビではなく別の問題で悩んでいることを話した。
翌年のオーストラリアグランプリ、キャスパーは予選にて最初に出走したことが影響しコンマ0.013秒差でQ3進出を果たせず不満を漏らす。レースではギアボックストラブルも生じてしまったが辛くも完走を果たす。続くバーレーングランプリではひどいタイヤの消耗に苦しみ戦略を変更しピットインを行うも、エイデンが先にピットする戦略であったため大幅に順位を落としてピットアウトするが、何とかポジションを取り戻してゴールする。レース後、ゾーイにエイデンの不満を漏らすがゾーイになだめられた末に、自身がドライバーとして年であると話した。そしてゾーイからは「エイデンの事を忘れること」「被害者ぶるのをやめること」というアドバイスを貰い、ホームコースであるザントフォールトが舞台のオランダグランプリにてフェルスタッペンには負けないと誓った。
地元グランプリで表彰台に立ったキャスパーはデボンから声をかけられる。デボンはキャスパーに対し、「エイデンが交渉している上位チームとの契約を自身も行っており順調に進んでいる」という事、そしてメカニックから「キャスパーが年でありピークを過ぎたこと」「エイデンがキャスパーを尊敬していないこと」を知らせ、エイデンと同じようにアドバイスを貰った。これが二人に決定的な溝を作ってしまう。
こうして挑んだカナダグランプリ。キャスパーはエンジニアであるジェフから「エイデンを先に行かせろ」というチームオーダーを無視し先にゴールしてしまう。怒りの収まらないエイデンはキャスパーを問い詰め口論となる。キャスパーは怒りのあまり、エイデンの目の前で引退することを発言。さらにはその様子を何者かに撮影され、動画サイトに拡散されてしまった結果、エイデンはファンから批難される羽目となってしまった。
シーズンは進んでいき、キャスパーは好成績を残す。その一方でエイデンは調子が落ちたのか成績が低下。その様子を見かねたブライアンはキャスパーに自分の引退の原因が自分のせいであると思い込んでしまったエイデンが悩んでいることを伝えた。キャスパーはさっさと終わらそうとするが、ブライアンはキャスパーに2分間エイデンに対し与えてほしいと伝え部屋を出た。キャスパーは「自身の引退がザントフォールトの頃に決めたこと」をエイデンに伝え、不安と責任感によって苦しんでいる彼にアドバイスを言った。部屋を出る直前にエイデンが投げた「忘れたことは?」という質問に対し「あるさ。」と返して部屋を出る。その後、ゾーイにもエイデンのことを伝え、ゾーイにキャリアを犠牲にしてでもチームとエイデンを助けたいことを察される。
時は進み、チームが主催したパーティーでブライアンはエイデンとキャスパーに対し、二人が上手くいかなかった理由を問う。キャスパーは自分より稼いでること、エイデンは歓迎されず、本命はリカルドであったこと伝える。しかし双方ともそれらを伝えた際驚く表情を見せる。その時ブライアンは、エイデンの契約金をキャスパーに見せた。顔を曇らせるキャスパー。二人はデボンに騙されていたのだ。それらを知った二人はデボンを倒すべく話し合う。
日本グランプリ、ガレージ内で二人は和解。チームのランキングで4位に立つこと、エイデンのシートを勝ち取るため二人は共闘する。

### 登場人物
エイデン・ジャクソン
イギリス国籍、19歳、固定ナンバーは89。F1若手有望株として知られており、チームメイトであるキャスパー・アッカーマンに憧れている。
2019年にカーリンからF2へ出走し、アブダビにて勝利を決め、それを見たブライアンが務めるチームと契約する。ところがデビューレースにてキャスパーと接触し批難される、さらにはキャスパーと接触された際も問い詰めるが取り合ってもらえないなど上手くいかないことが続く。
シーズンが進むにつれキャスパーに対し不満を漏らすようになり、コース内外で激しい戦いを演じるようになる。2021年シーズンのカナダグランプリにてチームオーダーの件で口論となり、キャスパーに目の前で引退という言葉を発されてしまった上にその様子を撮影されたものが拡散されてしまい多方面において批難されることとなってしまったせいで、自分のせいでキャスパーが引退してしまうと思い込んだ結果、自信喪失に至り苦しむこととなってしまった。
オーストリアグランプリ後、この様子を重く見たブライアンによってのキャスパーとの会話を経て、徐々にに関係は軟化、そしてチームディナーでの会話を経て和解。自分達を騙したデボンに勝つこと、チームを4位に上げる、上位チームのシートを勝ち取るため、キャスパーと共闘することとなる。
上位チームから声がかかるほど高い技術を持つドライバーであるが、精神面において繊細な一面もある。
続編である『23』にも登場。新たに新規参入した、「コナースポーツ・バトラー・レーシング」に移籍している。
キャスパー・"キャス"・アッカーマン
オランダ国籍、39歳、固定ナンバーは54。本ストーリーのもう一人の主人公。現実的な性格であり、エイデンに対し冷たい態度を取る。
数々の経験によりベテランとして有名になっており、エイデン・ジャクソンの憧れの存在でもある。39歳という年齢の中でさらなる栄光を求めている一方、自身が限界に達していると感じてもおり、2021年シーズンで引退を決意している。
シーズンが進むにつれて自分の地位を脅かす存在であるエイデンの不満を漏らすようになり、妻であるゾーイになだめられることもしばしば。彼もデボンが言った嘘に踊らされてしまったため、カナダでエイデンと口論に至る原因となってしまう。
当初は新人のエイデンに対して冷たい態度を取っていたが、シーズンが進むにつれてカナダの一件で辛い思いを抱えるエイデンに対しアドバイスを送ったり、妻に対しエイデンを助けるために何ができるかと問う等、次第にその性格は丸くなっていく。
妻の他に幼い一人娘・リリーがおり、時折電話で会話している。また、オランダグランプリ前に「フェルスタッペンには負けないぞ」と発言していることから同じオランダ国籍であるマックス・フェルスタッペンをライバル視していることがうかがえる。
最終レース後のルーカス・ウェバーのSNSによれば、2021年シーズンの時点で19年間ものシーズンに参戦していることから、デビューした年が2002年であることがわかる。
続編である『23』ではドライバーを引退し、新規参入した「コナースポーツ・バトラー・レーシング」のマネージャーとして登場。前作に比べて性格は丸くなっており、反目するエイデンとデボンを取り持つ役割を担う。
デボン・バトラー
イギリス国籍、27歳、固定ナンバーは71番。本作の悪役ともいえる存在。上位5チームのうち、エイデンが選ばなかったチーム（レーシング・ポイント、アルファタウリ、アルファロメオ、ウィリアムズ、ハース）に所属する。2019年にデビューした有望株の一人。上位チームからオファーが来ていると自称している。F1 2019のキャリアモードのシナリオ「F2フィーダーシリーズ」以来の登場となる。
その性格は傲慢かつ狡猾で生意気。パドックで流れるゴシップを利用して嘘の情報を吹き込んでは二人を翻弄し、その様子を楽しんでいたが、ディナーの会話を経てデボンの全てを知った二人に追い詰められ、アブダビGPにて無理なオーバーテイクを仕掛けた際にクラッシュを喫し二人に敗北。その後の動向はわからずじまいである。
実力はあるが、エイデンの初戦であるオーストリアグランプリでは11コーナーで割り込み同士討ちの原因を作ったり、最終戦アブダビではキャスパーに対し無理なオーバーテイクを仕掛け単独クラッシュするなど荒い走りも目立つ。また精神面で脆いのか追い詰められると態度が小物になってしまい、走りにも影響が出てしまうほど。ソーシャルメディア上でも貶されるなどあまり人気はない様子。
情報網に優れているのか、エイデンの電話番号をひそかに入手したり、ソーシャルメディアにおいてリーク的なメッセージを発している。自身の名前を使った香水を売る計画があり、ソーシャルメディア上でちょっとした話題になっている。
続編である『23』では、新規参入する「コナースポーツ・バトラー・レーシング」に移籍しており、エイデンのチームメイトとなる。父親もチームの出資者として登場しており、デボンが抱える苦悩と葛藤が描かれている。
ブライアン・ドイル
チーム代表と直につながる連絡役。常に起こる物事を円滑に進める役割を持ち、二人に対しメッセージやレース戦略を伝えたり、チーム内で起こる不満を解消したりするなど、多くの時間を仲介役として過ごしている。
F2にて活躍したエイデンに対し表彰台の下からゴーサインを出し、自分が務めるF1チームからエイデンをデビューさせた。
基本的には気さくな話し方をする一方、ドライバーが失態を犯すと感情的になる。相談役としてエイデンとキャスパーを対話させることもある。
ジェフ
チームのエンジニアディレクター。的確な指示と戦略で戦う。反目するエイデンとキャスパーを取り持つ役割。
ゾーイ・アッカーマン
キャスパーの妻で、彼との間に一人娘のリリーをもうけている。
数年前から現場に赴いており、夫のキャスパーに対しいつも親身になって耳を傾け、優しい言葉をかけている。また、エイデンに対する不満を漏らすキャスパーをなだめたり、加齢によって引退を考えているキャスパーに対し勇気づけるなど、彼の苦悩を知る唯一の人物である。そしてキャスパーが、中盤にて多くの出来事によって苦しむエイデン、そしてチームをキャリアを犠牲にしてでも助けたいことを察する。
エイデンの母
電話のみでの登場。エイデンに対し様々なメッセージを送る。
リリー・アッカーマン
電話のみでの登場。幼く、父であるキャスパーとの会話中に電話を切るクセがある。
父から好きなドライバーを聞かれた際、決まってキャスパーを上げていたが、終盤に聞かれた際にエイデンの名前を挙げた。
ルーカス・ウェバー
ソーシャルメディアやメッセージ上のみ登場する。F1 2019のキャリアモードのシナリオ「F2フィーダーシリーズ」以来の登場となり、本作では元F1ドライバーとしてレポーターを務める。
デボンのことを知っており、キャスパーに対しメッセージ上で警告している他、ソーシャルメディア上でもいくつか発言をしている。
元F1ドライバーとして登場しているが、解雇されたか引退したかは不明。
ランド・ノリス
マクラーレン所属。ストーリー上でかなり頻繁に登場し、よくエステバン・オコンと一緒にいる。
終盤にて、エイデンとキャスパーに追い詰められたデボンから「何か言ったらどうだ?」と問われた際に、「何も聞いてないぞ」と返した。
ストーリーの中で唯一喋るF1ドライバーで、英語版での声優はノリス本人が務めている。
エステバン・オコン
ルノー→アルピーヌ所属。ストーリー上でかなり頻繁に登場し、よくランド・ノリスと一緒にいるが、ノリスと違い喋ることはない。
中盤でエイデンと口論になったキャスパーを制止していたのは彼である。
ルイス・ハミルトン
メルセデス所属。作中でも現実世界同様、チャンピオンとして活躍しており、台詞こそ無いがエイデンを称えるシーンもある。
マックス・フェルスタッペン
レッドブル・レーシング所属。作中でも現実世界同様、トップドライバーとして活躍しており、同じオランダ人としてアッカーマンがライバル視している。
- 他にも、アンソニー・デビットソンやカルン・チャンドックといった元F1ドライバーや実在するF1関係者、プロゲーマーがソーシャルメディア上で登場する。